# 1422 Strömgrenia

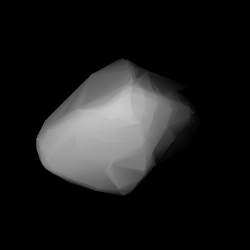
Đây là mô hình 3D của 1422 Strömgrenia

1422 Strömgrenia là một tiểu hành tinh vành đai chính với chu kỳ quỹ đạo là 1230,7473087 ngày (3,37 năm).
Tiểu hành tinh được phát hiện ngày 26 tháng 8 năm 1936.